# La Sentinelle (journal français)
Pour les articles homonymes, voir La Sentinelle.
La Sentinelle est un journal d'inspiration girondine paru sous la Révolution française en 1792 et 1793, puis de 1795 à 1798. Créée par Jean-Baptiste Louvet de Couvray, cette feuille disparaît un an après la mort de son auteur, en 1797.

## Historique
En mai 1792, La Sentinelle voit le jour sous la forme d'un journal-affiche. Tous les deux jours, de grandes affiches rosées et imprimées en gros caractère sont placardées sur les murs de Paris et des principales villes de province. Financé par le ministère de l’Intérieur, dirigé par Jean-Marie Roland de La Platière, Jean-Baptiste Louvet en est le principal rédacteur, même si Manon Roland affirme y avoir participé dans ses Mémoires. Parmi les rédacteurs, on signale également Pierre-Jean-Baptiste Chaussard. Selon Louvet, le tirage de certains numéros s'élève jusqu'à 20 000 exemplaires.
Les premiers numéros s'attachent à dénoncer les menées royalistes, notamment celles des Feuillants. À partir de l’automne 1792, son contenu s'infléchit pour rendre compte du combat de Louvet contre la Commune de Paris et les députés montagnards, en particulier Marat, Danton et Robespierre, « triumvirat » accusé d’aspirer à la dictature. Il semble que la parution cesse ensuite durant les mois de novembre et de décembre 1792.
On n'a conservé que huit numéros parus entre le 3 janvier et le 18 février 1793. Il s'agit alors d'écrits de quatre pages in-8º. Puis la parution cesse. Compris dans la chute des Girondins lors des journées du 31 mai et du 2 juin 1793, Louvet prend alors la fuite et se cache, pendant de longs mois chez sa femme, parvenant à éviter son arrestation, jusqu’à la chute de Robespierre, qui lui permet de sortir dans Paris.
De retour à la Convention nationale en 1795, il en reprend la publication le 6 messidor an III (24 juin 1795), sous la forme d'un quotidien, de format grand in-4º à deux colonnes. Elle dispose d'assez de place pour rendre compte des séances de la Convention (rédigées par Pierre-Charles-Louis Baudin), des nouvelles des armées et de l'intérieur et de ses propres impressions. De fait, il s'agit pour Louvet d'un instrument de combat contre les derniers « terroristes » et la réaction royaliste. François Daunou y publie des articles non signés.
À la mort de Jean-Baptiste Louvet, son collaborateur, Jean-Jacques Leuliette, devient rédacteur. La Sentinelle disparaît définitivement le 14 floréal an VI (3 mai 1798), après 1038 numéros.

## Sources
- Léonard Gallois, « Louvet, rédacteur en chef de La Sentinelle », Histoire des journaux et des journalistes de la révolution française (1789-1796) : Barère. Camille Desmoulins. Fauchet et Bonneville. Condorcet. Robespierre. Tallien. Cérutti, Grouvelle et Ginguené. Prudhomme, Tournon et Loustalot. Fréron et Labenetta. Royou et Montjoye. Mirabeau. Babeuf. Cloots, Bureau de la Société de l'industrie fraternelle, vol. 2,‎ 1846, p. 475-488 (lire en ligne, consulté le 4 juillet 2019)
- Jean Tulard, Jean-François Fayard et Alfred Fierro, Histoire et dictionnaire de la Révolution française. 1789–1799, Paris, éd. Robert Laffont, coll. « Bouquins », 1987, 1998 [détail des éditions] (ISBN 978-2-221-08850-0)